# Gutierre de Cetina
Gutierre de Cetina, född omkring 1518 och död 1557, var en spansk militär och poet.
Cetina var en flitig efterbildare av Francesco Petrarca i talrika, välformade, ganska lätta sonetter, madrigaler och canzoner. Troligen skrev han även dramer. På inbjudan av en bror reste han två gånger till Mexiko och dog, mördad i Los Angeles. Han samlade verk utgav i Biblioteca de autoes españoles och av Joaquin Hazañas y la Rúa (1895).